# María Isabel Mejía Marulanda
María Isabel Mejía Marulanda (Pereira, 16 de marzo de 1945) es una economista colombiana quien se desempeñó en diferentes cargos públicos entre ellos como alcaldesa de Pereira y gobernadora de Risaralda. Desde 1990 ingresó al Congreso como representante a la cámara por Risaralda, hasta 2002.
En las elecciones del año 2002 aspira al Senado y luego se une al Partido de la U que promueve la reelección del presidente Álvaro Uribe.
En las elecciones del año 2006 obtuvo 20 181 votos, la mayoría de ellos en el Eje Cafetero y el Valle del Cauca, apoyos que no le alcanzaron para renovar su escaño.
Tras la renuncia del senador Carlos García Orjuela, Mejía ingresó como su sucesora.